# 2007-es törökországi elnökválasztások
Törökország 11. elnökét 2007 áprilisában és májusában választotta meg a török parlament. Négy szavazási fordulót tartottak (2007. április 27-én, május 2-án, május 9-én és május 15-én), mielőtt Ahmet Necdet Sezer hivatali mandátuma május 16-án lejárt.

## Procedúra
Az előző választások óta nem tudtak változtatni a szabályokon, így a mostani elnököt is a parlamenti képviselők választották, titkos szavazással. Az első két fordulóban a győzelemhez a jelölteknek a szavazatok kétharmadát kellett megszereznie. A szabályok szerint ha a harmadik forduló előtt nincs egyértelmű győztes, tehát a képviselők kétharmadának, azaz 367 főnek a szavazatát senki nem szerzi meg, a harmadik körben egyszerű többség, legalább 276 szavazat kell. Ha még ekkor sincs győztes, a harmadik kör első és második legtöbb szavazatot kapott jelöltje küzd a negyedik fordulóban, ahol szintén szükséges az egyszerű többség megszerzése. Ha ekkor sincs egyértelmű győztes, az alkotmány rendelkezései szerint általános választásokat kell kiírni, hogy elháruljon a parlament döntésképtelensége miatti akadály.

## Jelöltek
- Abdullah Gül: külügyminiszter, miniszterelnök-helyettes, régebben miniszterelnök, az Igazság és Fejlődés Pártjának[3] a jelöltje, így ő a legesélyesebb a cím elnyerésére.
- Ersömez Yarbay: Igazság és Fejlődés Pártja,[4] a választások megkezdése előtt visszalépett.

## Ellentétek
Az elnöki hivatalt tekintik Törökországban a szekuláris államrend egyik őrzőjének, s sokan attól tartottak, hogyha az Igazság és Fejlődés Pártjának a képviselője lesz az elnök, akkor a parlamenti többséggel más irányba tudja fordítani az ország szekerét. Ez sok törökben félelmet és aggodalmat ébresztett, akik úgy érzték, a párt iszlám gyökerei miatt meg fogja akadályozni a szekuláris államberendezkedés fennmaradását, habár a párt többször hangsúlyozta, hogy nem kíván a jelenlegi állapoton változtatni.
2007. április 14-én, két nappal a jelöltek nevének bejelentése előtt több mint 1 000 000 tüntető vonult fel Ankara központjában, s olyan szólamokat skandáltak, mint: „Törökország világi állam, s az is marad.” „Nem akarunk imámot elnöknek.” Így akartak tüntetni az ellen, hogy Erdogan vagy pártjának valamely más tagja részt vegyen az elnökválasztáson.
2007. április 29-ére egy hatalmas demonstrációt rendeztek, ahol Abdullah Gülnek, az AKP jelöltjének az indulását ellenezték. A CNN Türk a tüntetés résztvevőinek számát 1 370 000-re tette. A demonstrációt világszerte élőben közvetítették, mikor a tömeg együtt skandálta az akkorra már ismert szlogent: „Törökország világi állam, és az is marad.”

## Szavazás
A szavazás első körét 2007. április 27-én tartották, ahol a külügyminiszter és az Igazság és Fejlődés Pártjának jelöltje, Abdullah Gül 357 szavazatot szerzett. Ez alatta van a szükséges kétharmados aránynak, így a következő napokban újabb szavazást tartanak majd.
A CHP ellenzéki párt egy indítványt nyújtott be a Legfelsőbb Bíróságnak, hogy nyilvánítsa érvénytelennek az első fordulót, mert a szavazáson legalább 367 képviselőnek részt kell vennie.

## A török parlament összetétele
2007 áprilisában a következő pártok rendelkeztek képviselettel a parlamentben, így ők szavazhatnak:
| Pártok                                                           | Képviselők | Képviselők |
| Előző                                                            | Jelenlegi  |            |
| Igazság és Fejlődés Pártja Adalet ve Kalkınma Partisi (AK Parti) | 363        | 352        |
| Köztársasági Néppárt Cumhuriyet Halk Partisi (CHP)               | 178        | 151        |
| Anyaföld Párt Anavatan Partisi (ANAP)                            | 0          | 20         |
| Demokrata Párt Demokrat Parti (DP)                               | 0          | 4          |
| Szociáldemokrata Néppárt Sosyaldemokrat Halk Partisi (SHP)       | 0          | 1          |
| Népi Felemelkedés Pártja Halkın Yükselişi Partisi (HYP)          | 0          | 1          |
| Fiatalok Pártja Genç Parti (GP)                                  | 0          | 1          |
| Függetlenek Bağımsız                                             | 9          | 11         |
| Üres helyek Boş                                                  | -          | 8          |
| Összesen                                                         | 550        | 550        |